# Atàxia espinocerebel·losa
«
L'atàxia espinocerebel·losa, també coneguda com a degeneració espinocerebel·losa, és una malaltia en la qual les neurones del cerebel (la zona del cervell que controla la coordinació muscular i l'equilibri) es deterioren i moren. L'atàxia espinocerebel·losa és sovint conseqüència de mutacions genètiques hereditàries que alteren la producció normal de proteïnes específiques necessàries per a la supervivència de les neurones.
Les malalties associades a la degeneració espinocerebel·losa són específiques del cervell, així com algunes malalties que ocorren en altres parts de l'organisme, poden fer que morin neurones del cerebel. Les malalties que causen la degeneració cerebel·losa poden involucrar també zones del cervell que connecten el cerebel amb la medul·la espinal, com ara la medul·la oblongada, l'escorça cerebral i el tronc encefàlic.

## Classificació
Hi ha diversos tipus d'atàxia espinocerebel·losa. El primer gen d'atàxia es va identificar el 1993 per a un tipus d'herència dominant, i va ser anomenat «gen de l'atàxia espinocerebel·losa tipus 1» (SCA1, de l'anglès spinocerebellar ataxia). Posteriorment, es van trobar gens addicionals dominants anomenats: SCA2, SCA3, etc. Usualment, el nombre indica l'ordre en què el gen va ser trobat. Avui, hi ha almenys 29 diferents mutacions de gens que han estat ja ubicades.
Moltes de les SCA cauen sota la categoria de malalties poliglutamines, causades quan una proteïna associada a la malaltia (per exemple ataxina-1, ataxina-3, etc.) conté una glutamina repetitiva més enllà d'un cert llindar. En moltes malalties poliglutamines dominants, la glutamina repetitiva té un llindar aproximat de 35, excepte pel SCA3 que arriba a 50. Les malalties poliglutamines es coneixen també com «trastorns repetitius de triplets CAG» pel fet que el CAG és el codó que codifica l'aminoàcid glutamina. Alguns autors les denominen malalties poliQ on "Q" és una lletra en referència a glutamina.
| Tipus de Dege.Esp. | Mitjana d'edat d'inici                     | Mitjana de durada                                                      | Símptomes | Origen comú        | Problemes amb l'ADN                               |
| ------------------ | ------------------------------------------ | ---------------------------------------------------------------------- | --- | ------------------ | ------------------------------------------------- |
| SCA1(ATXN1)        | 4a dècada (<10 to> 60)                     | 15 anys (10-35)                                                        | Moviments sacàdics hipermétrics, lents, neurona motora superior                                                                                                |                    | CAG repetitiu, 6p (Ataxina 1)                     |
| SCA2(ATXN2)        | 3a - 4a dècada (<10 to> 60)                | 10 anys (1-30)                                                         | Velocitat dels moviments sacàdics disminuïda arreflèxia (absència de reflexos neurològics)                                                                     | Cuba               | CAG repetitiu, 12q                                |
| SCA3(MJD) (ATXN3)  | 4ª dècada (10-70)                          | 10 anys (1-20)                                                         | També anomenada malaltia de Machado-Joseph (MJD)nistagme (ràpid i involuntari moviment oscil·latori de l'ull) neurona motora superior moviments sacàdics lents | Açores, (Portugal) | CAG repetitiu, 14q                                |
| SCA4 (PLEKHG4)     | 4a - 7a dècada (19-72)                     | dècades                                                                | Arreflèxia (absència de reflexos neurològics) |                    | cromosoma 16q                                     |
| SCA5 (SPTBN2)      | 3a - 4a dècada (10-68)                     | > 25 anys                                                              | cerebel·lós |                    | cromosoma 11                                      |
| SCA6(CACNA1A)      | 5a - 6a dècada (19-71)                     | > 25 anys                                                              | Es redueix el nistagme, vertigen posicional símptomes que poden aparèixer tan tard com als 65 anys                                                             |                    | CAG repetitiu, 19p gen de canal del calci         |
| SCA7(ATXN7)        | 3a - 4a dècada (0,5-60)                    | 20 anys (1-45; aparició primerenca correlacionada amb durada més breu) | Degeneració macular associada a l'edat, neurona motora superior, moviments sacàdics lents                                                                      |                    | CAG repetitiva, 3p (ataxina 7)                    |
| SCA8(IOSCA)        | 39 anys (18-65)                            | Expectativa de vida normal                                             | Nistagme horitzontal (ràpid i involuntari moviment oscil·latori de l'ull humà), inestabililidad, pèrdua de coordinació                                         |                    | CTG repetitiu, 13q                                |
| SCA10(ATXN10)      | 36 anys                                    | 9 anys                                                                 | Atàxia, convulsions | Mèxic              | Cromosoma 22q vinculat a pentanucleòtid repetitiu |
| SCA11              | 30 anys (15-70)                            | Expectativa de vida normal                                             | Mitjà, roman ambulatori (permet caminar autònomament) |                    | 15q                                               |
| SCA12(PPP2R2B)     | 33 anys (8-55)                             |                                                                        | tremolor de cap i mans, acinesia (pèrdua de la funció motora normal, resultant en moviments deteriorats musculars)                                             |                    | CAG repetitiu, 5q                                 |
| SCA13              | Infantesa o adultesa depenent de mutacions | Depèn de KCNC3 (una classe de gen)                                     | Retard mental |                    | 19q                                               |
| SCA14(PRKCG)       | 28 anys (12-42)                            | Dècades (1-30)                                                         | Mioclònia (una sobtada contracció muscular d'una o més parts musculars, sense cap ritme o patró, ocorre en diversos trastorns cerebrals)                       |                    | 19q                                               |
| SCA16              | 39 anys (20-66)                            | 1-40 anys                                                              | Tremolor de cap i mans |                    | 8Q                                                |
| SCA17 (TBP)        |                                            | CAG repetitiu, 6q (proteïna d'unió TATA)                               | |                    |                                                   |
| SCA19, SCA22       |                                            |                                                                        | Síndrome de mig cerebel, disàrtria |                    |                                                   |
| SCA25              | 1,5-39 anys                                | Desconegut                                                             | Atàxia amb sensori neuropàtic, vòmits i dolor gastrointestinal                                                                                                 |                    | 2p                                                |
| SCA27              | 15-20 anys                                 | Desconegut                                                             | Atàxia amb cognició baixa, discinèsies, tremolor |                    | FGF14 13q34                                       |

Inclou a més SCA18, SCA20, SCA21, SCA23, SCA26, SCA28, SCA29 .
Quatre tipus vinculats a X s'han descrit (302.500, 302.600, 301.790, 301.840), però només el primer d'aquests està lligat al gen (SCAX1).

## Quadre clínic
Els símptomes més característics de la degeneració cerebel·losa són una marxa oscil·lant i inestable amb les cames separades, ensopegades amb freqüència, generalment acompanyada per un balanceig del tronc cap endavant i cap enrere. Altres símptomes inclouen moviments lents, inestables i espasmòdics dels braços i de les cames, parla lenta i arrossegant les paraules, nistagme (moviments petits i ràpids dels ulls), problemes en empassar, sagnat de les fosses nasals, pèrdua dels caràcters funcionals de teixits, d'òrgans, entre d'altres.
Generalment, una persona amb atàxia conserva la capacitat mental completa, però progressivament pot perdre el control físic. Una persona amb aquesta malaltia en general acaba amb la necessitat d'utilitzar una cadira de rodes, i, finalment, pot necessitar ajuda per realitzar les tasques diàries. Igual que amb altres formes d'atàxia, els resultats de SCA és una marxa vacil·lant i maldestre del cos a causa d'una fallada de la coordinació fina dels moviments dels músculs, juntament amb els símptomes d'altres. Tant l'aparició dels símptomes inicials i la durada de la malaltia poden estar subjectes a variacions. Si la malaltia és causada per una expansió dels triplets de poliglutamina CAG, una major expansió pot portar a un inici més primerenc i a una progressió més radical dels símptomes clínics.

## Tractament
Aquesta malaltia és incurable fins avui, però, hi ha un tractament i una rehabilitació que permeten alentir el procés de la malaltia.
El tractament de l'atàxia o manca de coordinació implica l'ús de dispositius d'adaptació per permetre al pacient tenir la major independència possible. Aquests dispositius poden incloure un bastó, crosses, caminadors, cadires de rodes per a aquells amb alteració en la marxa, dispositius per ajudar en l'escriptura, l'alimentació i la cura personal, si es deterioren les mans i la coordinació del braç i dispositius de comunicació per a les persones amb problemes de la parla.